# Universitatea din Palermo
Universitatea din Palermo (în italiană Università degli Studi di Palermo) este o universitate de stat situată în Palermo, Italia, care a fost înființată în anul 1806 cu denumirea Regia Accademia degli Studi. În actuala formă de organizare cuprinde douăsprezece facultăți.

## Istoric

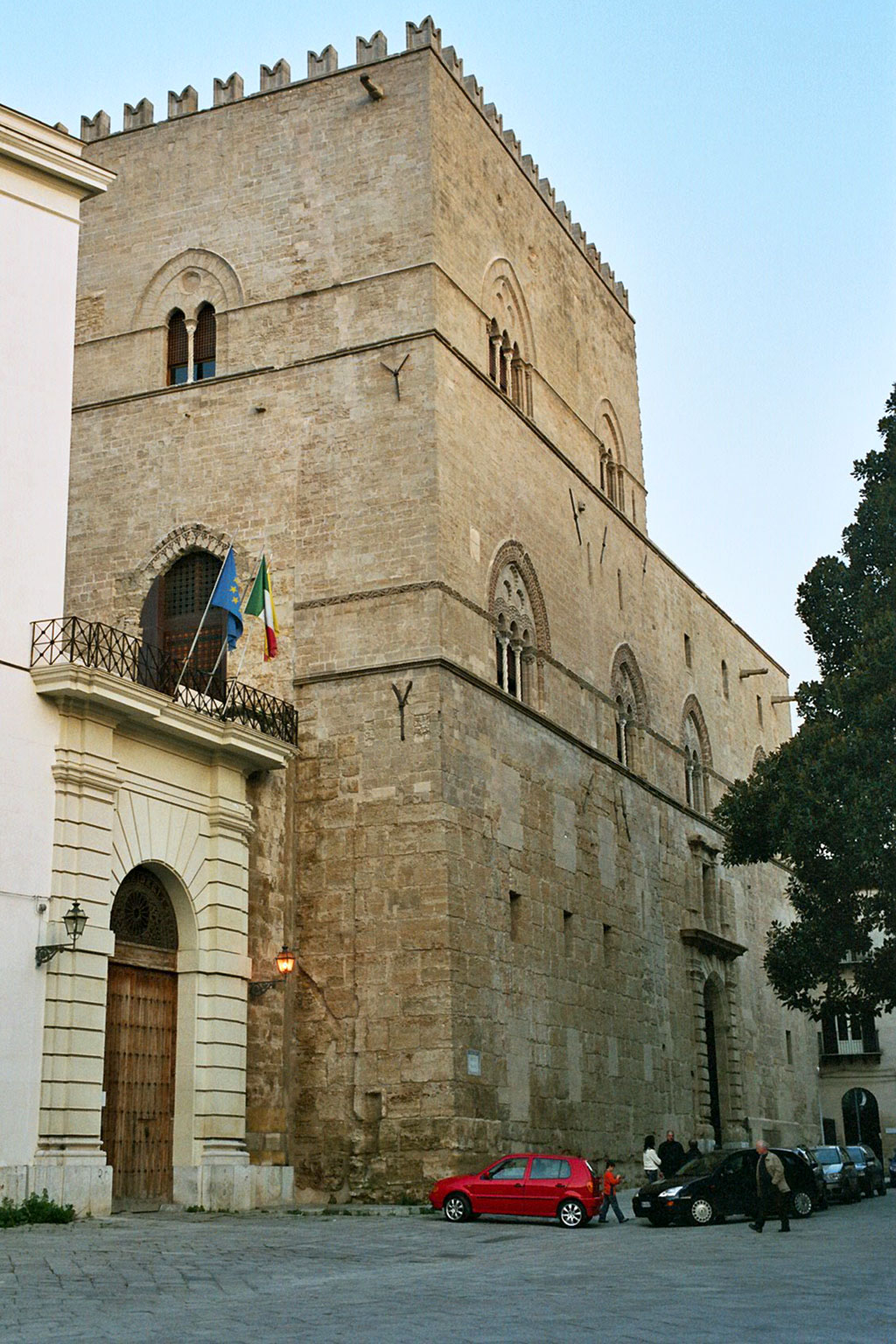
Palatul Chiaramonte-Steri, sediul rectoratului

Universitatea din Palermo a fost fondată oficial în anul 1806, deși primele sale rădăcini datează din 1498, când acolo se predau cursuri de medicină și de drept.
În a doua jumătate a secolului al XVI-lea, în reședința lor de la Collegio Massimo al Cassero, iezuiții organizau studii superioare și acordau grade în teologie și filosofie, domeniiîn care aceștia erau experți în acea perioadă. În 1767 iezuiții au fost expulzați din Regatul celor Două Sicilii de către Regele Ferdinand I, dar 37 de ani mai târziu aceștia au revenit la reședința lor, care între timp fusese transformată în Regia Accademia degli studi San Ferdinando (la 5 noiembrie 1779). Nou înființata instituție de învățământ superior, care funcționa în fostul local al iezuiților (Collegio Massimo), acorda licențe în filosofie și teologie, funcționând cu patru facultăți (drept, teologie, filosofie și medicină) și douăzeci de catedre. În 1804, odată cu întoarcerea iezuiților în Sicilia, Academia regală (Regia Accademia degli studi) a trebuit să se mute în Casa dei Teatini, actualul sediu al Facultății de Drept.
În august 1805 regele Ferdinand I al celor Două Sicilii a decis transformarea instituției în universitate, având titulatura Università degli Studi. Cursurile noii universități au început efectiv la 12 ianuarie 1806.. S-a încercat extinderea universității prin înființarea unor noi catedre, dar penuria de resurse nu a permis, cel puțin la început, să poată fi angajați și profesori străini.
După unificarea Italiei (1861), Universitatea din Palermo a fost modernizată, un rol important avându-l chimistul Stanislao Cannizzaro și ministrul instrucțiunii publice Michele Amari⁠(it)[traduceți]. Începând din 1984, clădirea principală a Universității și sediul rectoratului este Palatul Chiaramonte-Steri, una dintre cele mai importante clădiri istorice din Palermo, construit în 1307 și fosta reședință a seniorilor din familia Chiaramonte. În apropierea Palatului Chiaramonte-Steri se află grădina botanică din Palermo, care se află în subordinea universității.. 
Universitatea din Palermo s-a dezvoltat mult, ea având în prezent, aproximativ 2000 de cadre didactice și 50.000 de studenți, în toate domeniile principale de studiu și cercetare. În ultimii ani universitatea a luat parte în mod activ și la programe de cooperare internațională.

## Organizarea

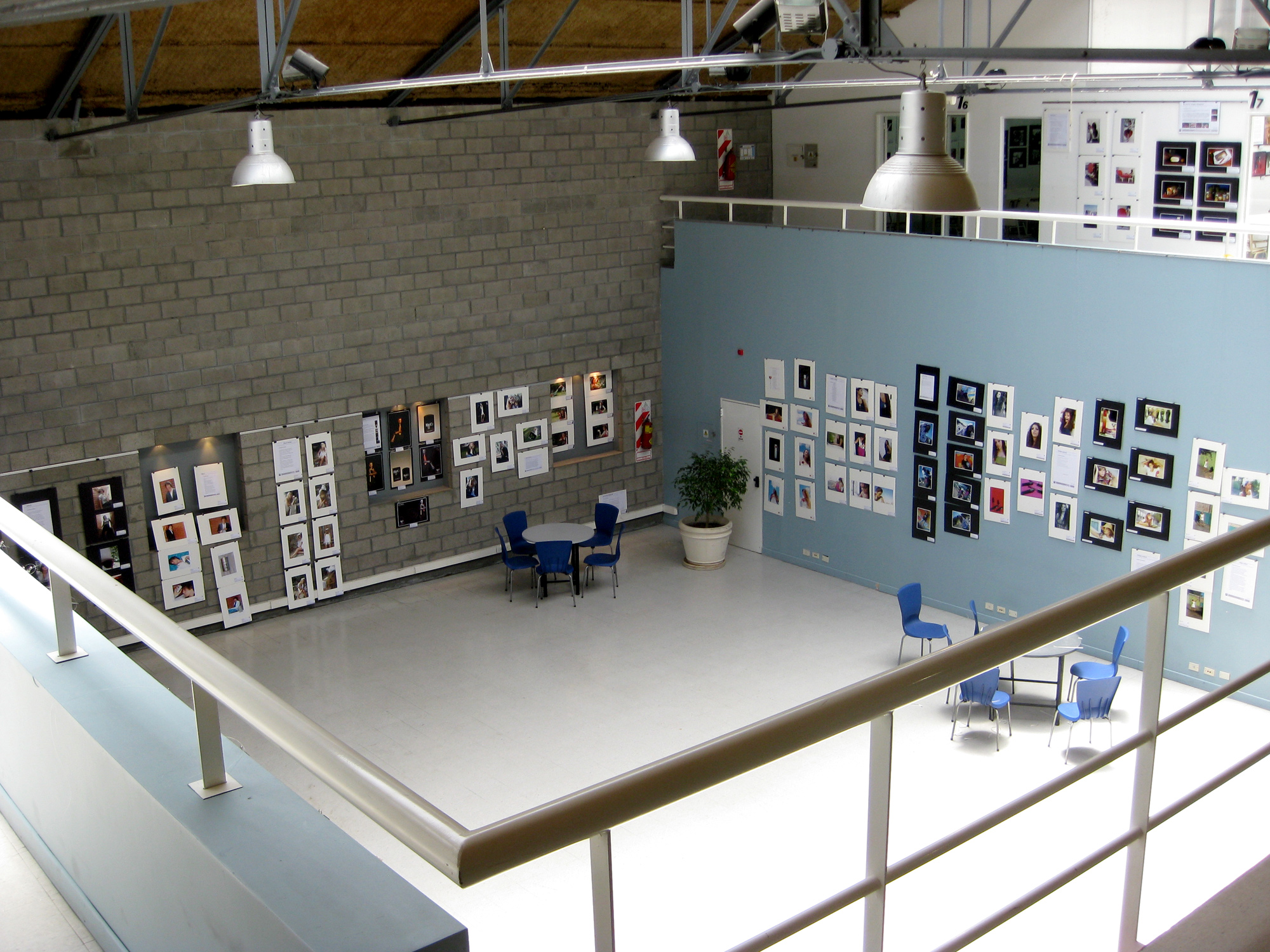
Facultatea de Arhitectură - interior

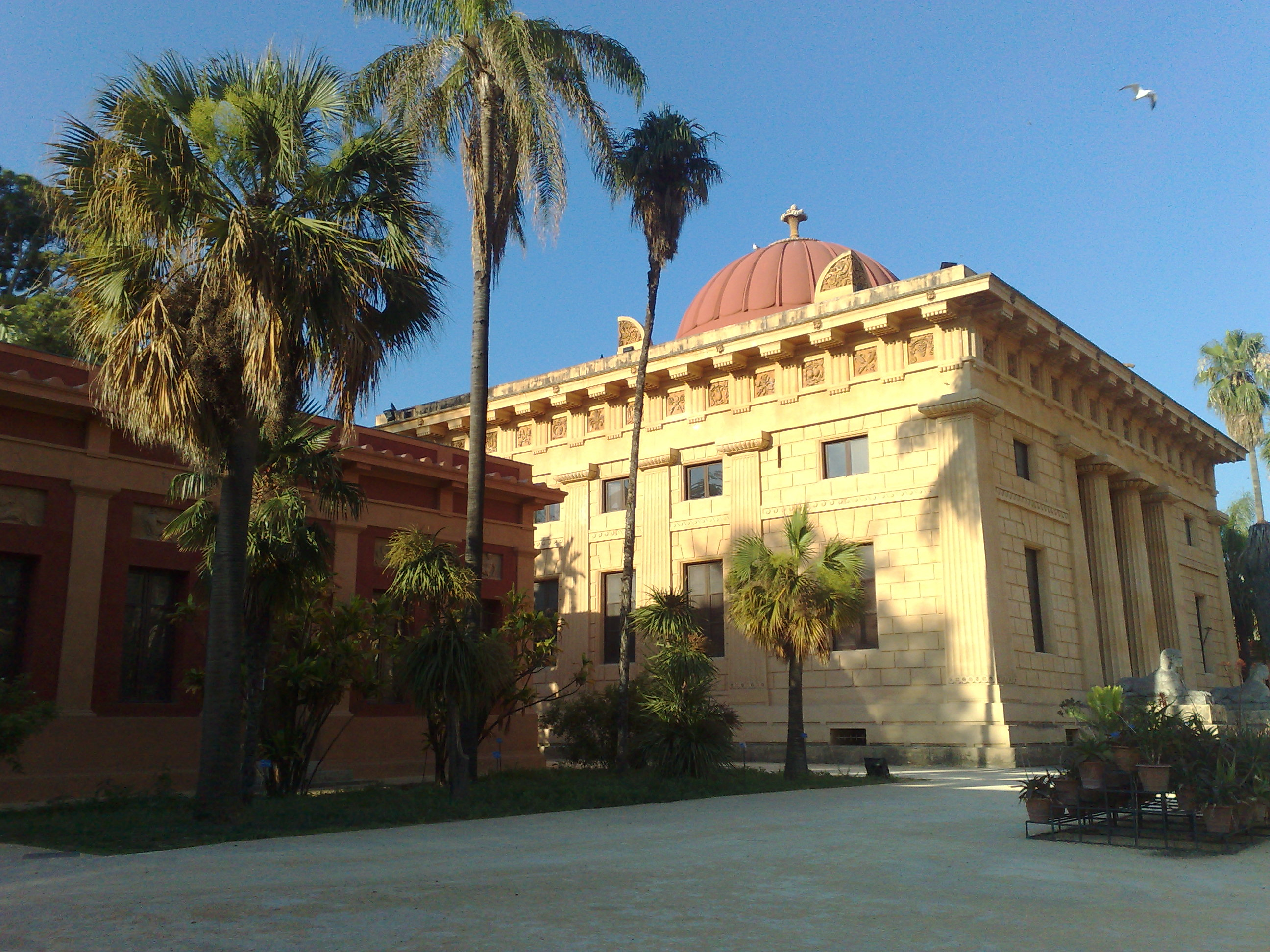
Grădina botanică

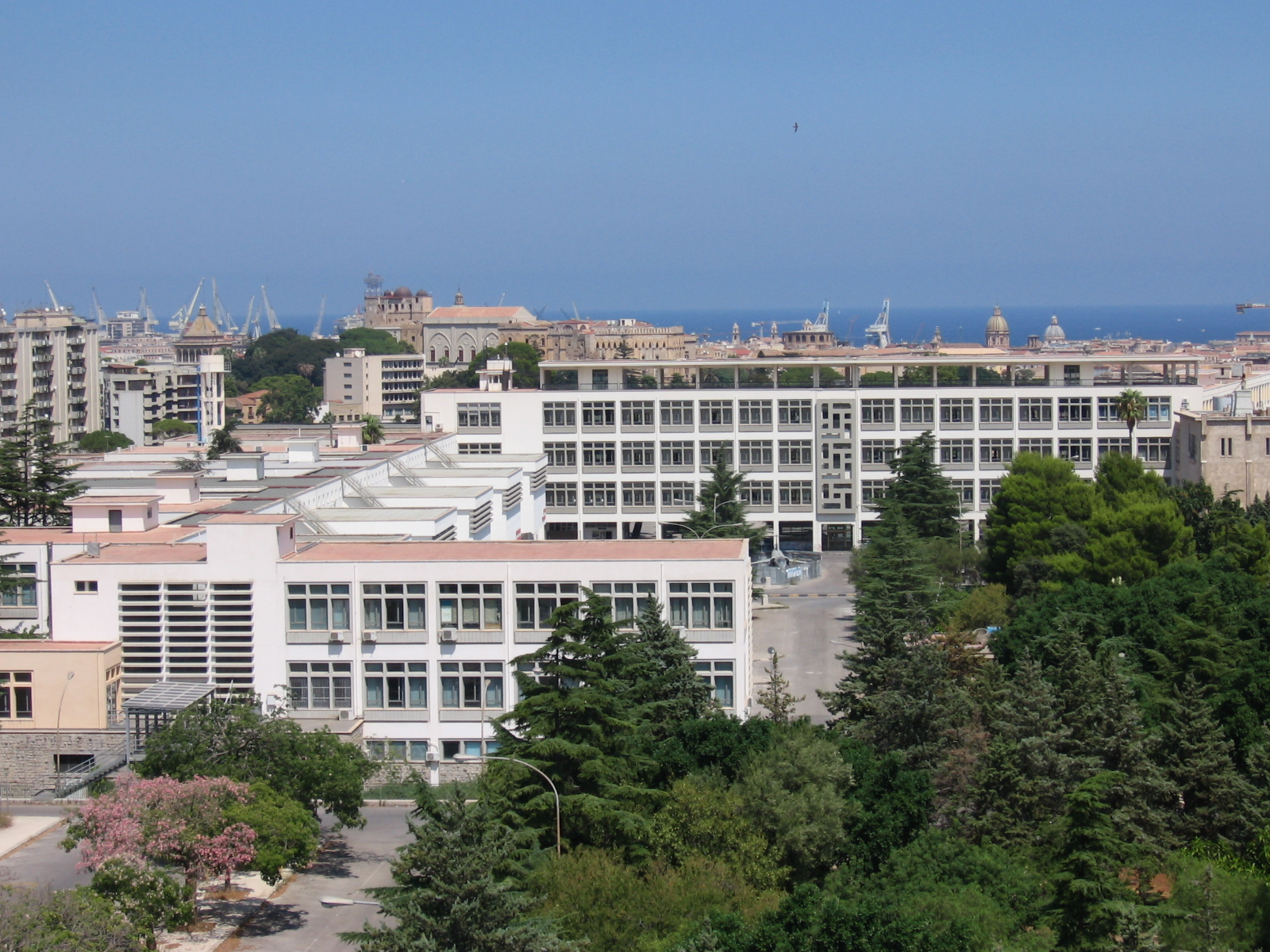
Facultatea de Inginerie

În prezent, Universitatea din Palermo are douăsprezece facultăți:
- Facultatea de Agricultură
- Facultatea de Arhitectură
- Facultatea de Arte și Științe umaniste
- Facultatea de Drept
- Facultatea de Economie
- Facultatea de Educație
- Facultatea de Farmacie
- Facultatea de Fizică
- Facultatea de Inginerie
- Facultatea de Matematică, Fizică și Științe naturale
- Facultatea de Medicină
- Facultatea de Științe politice

## Absolvenți notabili
Printre cele mai cunoscute persoane care au studiat la Universitatea din Palermo se numără: liderii politici Renato Schifani și Angelino Alfano; chimiștii Stanislao Cannizzaro și Emanuele Paternò; juriștii Filippo Mancuso și Sergio Mattarella (Președintele Italiei, care a fost, de asemenea, profesor la această universitate).